# Molophilus (Molophilus) pediformis
Molophilus (Molophilus) pediformis is een tweevleugelige uit de familie steltmuggen (Limoniidae). De soort komt voor in het Australaziatisch gebied.